# Yuri Lisianski
Yuri Fiódorovich Lisianski (también transcrito como Urey Lisiansky y Lisianski o Lysyansky) (en ucraniano: Юрій Федорович Лисянський, Jurij Fedorovyč Lysjanskyj; en ruso: Ю́рий Фёдорович Лися́нский, Jurij Fëdorovič Lisjanskij) (Nizhyn, 1 (13) de abril de 1773 - 6 de marzo de 1837) fue un oficial de la Armada Imperial Rusa y explorador de origen ucraniano, recordado por haber comandado el Nevá, uno de los barcos que realizaron la primera circunnavegación rusa de la Tierra.

## Biografía
Lysiansky nació en Nizhyn (Hetmanato, actual Ucrania, entonces Imperio ruso) en una familia de un sacerdote ortodoxo y era descendiente de una antigua familia noble cosaca. 
En 1786, se graduó en el Cuerpo de Cadetes de la Marina y participó en la guerra ruso-sueca (1788-1790). Durante 1790-1793, sirvió en la Flota del Báltico. Entre 1793 y 1800 navegó en barcos británicos por todo el mundo. Entre 1793 y 1795, sirvió como voluntario a bordo del HMS Oiseau de 36 cañones, bajo el mando del capitán Robert Murray. Lysiansky recordó en sus Memorias sus experiencias en la Estación de América del Norte luchando contra convoyes y corsarios franceses, y cómo, mientras estaba en las Indias Occidentales, fue afectado por la fiebre amarilla, recordando cómo Murray le había ayudado en su recuperación, incluso cediéndole parte de su alojamiento. Lysiansky fue el primer ucraniano que en 1795 tuvo una audiencia con el primer presidente y fundador de los Estados Unidos, George Washington, en Filadelfia. Dejó una impresión positiva de su estancia en los Estados Unidos en sus diarios y cartas. 

### Primera circunnavegación rusa (1803-1806)
En 1803-1806, como oficial al mando del bergantín mercante Neva de la Compañía ruso-americana, participó en la primera circunnavegación rusa de la Tierra. La expedición estuvo bajo el mando del conde Nikolay Petrovich Rezanov, plenipotenciario de Alejandro I para las colonias del Extremo Oriente y Occidente del Imperio ruso, y del capitán Adam Johann von Krusenstern en el Nadezhda. La expedición también incluía a un naturalista, Wilhelm Gottlieb Tilesius, y al astrónomo Johan Caspar Horner (1734-1834). Partieron juntos de Kronstadt, pero ambos barcos se separaron después de visitar Hawái, y el conde Nikolay Rezanov y Lysiansky se dirigieron a la América rusa (Alaska). 
En 1804, el Neva visitó la isla de Pascua, y más tarde ese año, fue fundamental en la derrota de los tlingit en la batalla de Sitka, Alaska. Durante su estancia en Alaska, Lysiansky cartografió su costa, las islas de Kodiak y Sitka, y dejó descripciones geográficas y etnográficas. Recopiló una colección etnográfica única que relata la vida y cultura de los pueblos locales, incluyendo aleutas, esquimales y tlingit. Criticó al gobierno colonial ruso por oprimir y abusar despiadadamente de los pueblos indígenas de América. 
En 1805, se reunió nuevamente con Krusenstern en Macao, pero pronto se separaron. También en 1805, fue el primero en describir la foca monje de Hawái en la isla que ahora lleva su nombre: isla Lisianski. Finalmente, el Neva fue el primer barco en regresar a Kronstadt el 22 de julio de 1806. Por sus hazañas, Lysiansky recibió varias recompensas, incluida la Orden de San Vladimiro de 3.er grado. Describió sus propias aventuras y viajes en el libro Voyage Round the World, con mapas y dibujos, que publicó en ruso e inglés en 1812-1814. Lysiansky fue enterrado en el cementerio de Tijvin del Monasterio de Alejandro Nevski en San Petersburgo.

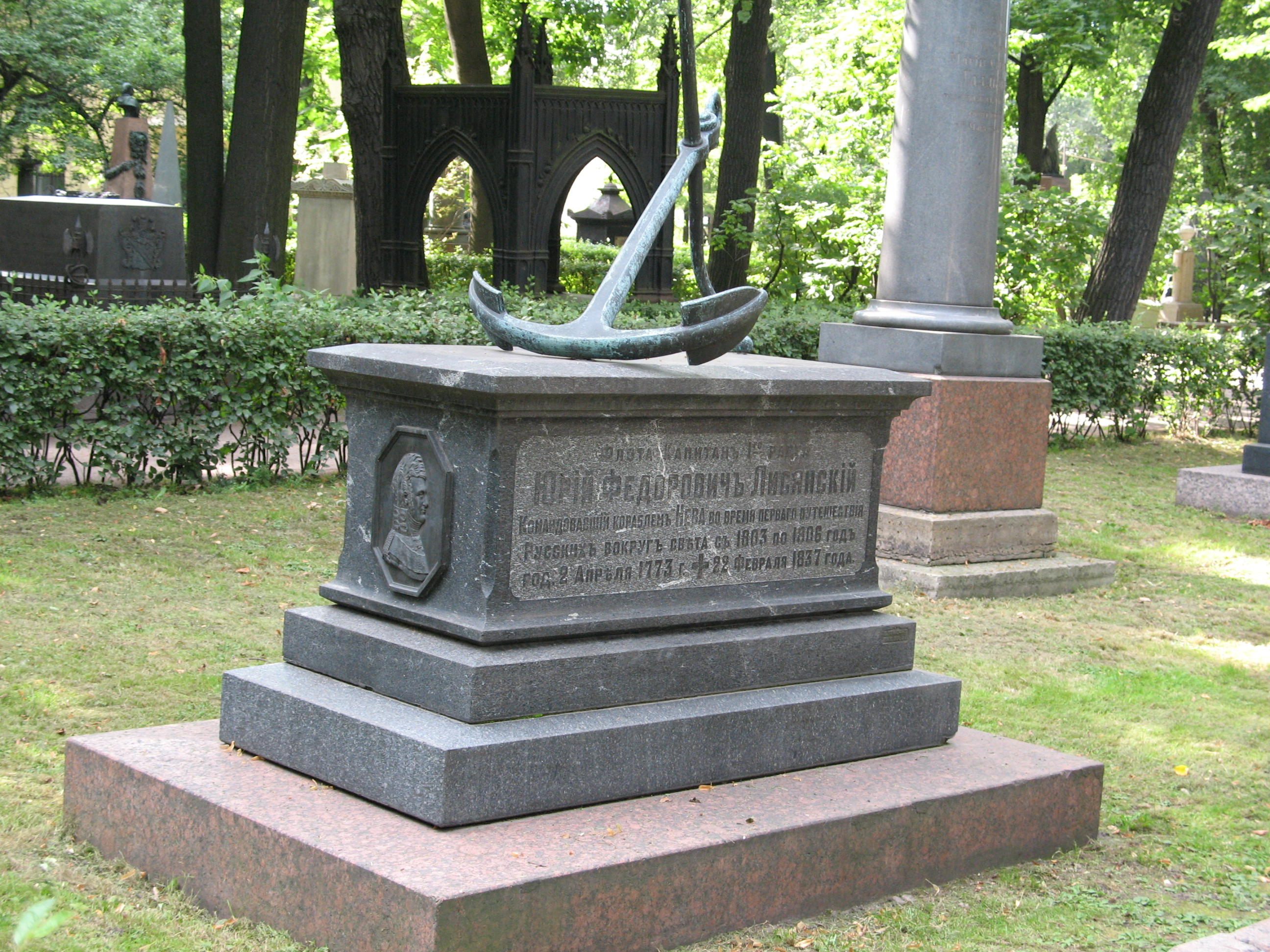
Tumba de Lisianski

## Memoriales
Varios lugares llevan su nombre: la pequeña isla Lisianski, en las Islas de Sotavento (Hawái), que él mismo había descubierto en 1805; una península y un entrante (inlet) de la isla de Baranof, en Alaska; una bahía, un estrecho, un río y un cabo en América del Norte; un monte submarino y una península en el mar de Ojotsk.
Hay un monumento y un Museo conmemorativo de Lisianski en Nizhyn, su ciudad nativa ucraniana.